# Юрковичі (Логойський район)
Юрковичі (біл. вёска Юркавічы) — село (веска) в складі Логойського району розташоване в Мінській області Білорусі, підпорядковане Швабській сільській раді.
Село Юрковичі розташоване в центральних районах Білорусі, в північній частині Мінської області - орієнтовне розташування.